# 16954 Annikamorgan
A 16954 Annikamorgan (ideiglenes jelöléssel (16954) 1998 KT48) a Naprendszer kisbolygóövében található aszteroida. A LINEAR projekt keretében fedezték fel 1998. május 22-én.